# Astragalus joharchii
Astragalus joharchii är en ärtväxtart som beskrevs av F.Ghahrem. och John F. Gaskin. Astragalus joharchii ingår i släktet vedlar, och familjen ärtväxter. Inga underarter finns listade i Catalogue of Life.